# Teatro Hakuhinkan
El Teatro Hakuhinkan (博品館劇場?) es un teatro público ubicado en el distrito de Ginza, Chūō, en Tokio. Su fundación tuvo lugar el 1 de octubre de 1978. A pesar de que mayormente se utiliza para musicales, también se llevan a cabo presentaciones de rakugo, conciertos y espectáculos de danza, entre otros. Su nombre oficial es Ginza Hakuhinkan Gekijō.